# South Park Rally
South Park Rally (с англ. — «Южный Парк: Ралли») — гоночная игра, изданная компанией Acclaim Entertainment в начале 2000 года на PlayStation, Windows, Nintendo 64 и Dreamcast. Игра основана на мультсериале «Южный Парк». Её события разворачиваются в одноимённом вымышленном городе, и игрок, управляя одним из персонажей мультсериала, участвует в гоночном чемпионате. Доступно три режима игры: мультиплеер, аркада и чемпионат. На первом уровне игрок должен успеть доехать до четырёх контрольных точек, но по мере развития событий гонки становятся более разнообразными, открываются новые локации и персонажи.
После выхода игр South Park (1998) и South Park: Chef’s Luv Shack (1999) разработкой проекта занялась студия Tantalus Interactive, перенёсшая в него персонажей, транспорт, локации, предметы и другие элементы, присущие мультсериалу. Число доступных персонажей и локаций в разных версиях отличается, причём версия для Nintendo 64 наименее развитая в этом плане из-за аппаратных ограничений.
South Park Rally получила отрицательные отзывы. В основном рецензенты жаловались на разницу в качестве версий для таких домашних консолей, как PlayStation и Nintendo 64, и на отсутствие инноваций, которые были у других гоночных игр наподобие Mario Kart 64. South Park Rally стала последней игрой по «Южному Парку» от Acclaim Entertainment и до 2014 года, когда вышла South Park: The Stick of Truth, была последней игрой для домашних консолей во франшизе. Спустя годы сами создатели мультсериала Трей Паркер и Мэтт Стоун критиковали проекты от Acclaim.

## Игровой процесс

Скриншот из игры, на котором игрок, управляя Стэном Маршем, участвует в гонке. Сверху слева по часовой стрелке: персонажи, занимающие первые четыре места, доступные бонусы, карта и следующая цель

В South Park Rally доступно три режима игры:
- Чемпионат: основной режим с 14 уровнями, все их необходимо проходить по порядку. Это единственный режим, в котором можно разблокировать персонажей и трассы.
- Аркада: тренировочный режим, позволяющий проехать по любой трассе любым персонажем.
- Мультиплеер: режим, предназначенный для соревнований, — для этого от двух до четырёх игроков выбирают персонажей и трассу.

Как таковой сюжет в игре отсутствует. Игрок управляет персонажами из «Южного Парка» на различных транспортных средствах. В зависимости от версии игры для выбора доступно до 27 персонажей. Так, в версии для Nintendo 64 недоступны Лиэн Картман, Сказложоп и Шейла Брофловски. На уровнях представлены разные цели, которые игроки должны достичь, работая сообща. По словам менеджера Acclaim Entertainment Томаса Басса, «в отличие от других гоночных игр, где одни игроки избегают других ради победы, South Park Rally поощряет взаимодействие между ними, отчего игровой процесс становится безумным и забавным». Своих персонажей из мультсериала озвучили Трей Паркер, Мэтт Стоун и Айзек Хейз.

## Разработка
Разработка игры на основе оригинального концепта Tantalus длилась семь месяцев, в процессе участвовало 20 человек. Создатели «Южного Парка» Трей Паркер и Мэтт Стоун почти не принимали участия в создании South Park Rally, и их вклад ограничился озвучиванием персонажей.

### Рекламная кампания
Релиз South Park Rally сопровождался рекламой, нацеленной на взрослую аудиторию и транслировавшейся с декабря 1999 года по января 2000 года.

## Восприятие
| Сводный рейтинг       | Сводный рейтинг | Сводный рейтинг | Сводный рейтинг | Сводный рейтинг |
| Издание               | Оценка          | Оценка          | Оценка          | Оценка          |
| Издание               | Dreamcast       | N64             | PC              | PS              |
| --------------------- | --------------- | --------------- | --------------- | --------------- |
| GameRankings          | 45%             | 43%             | 47%             | 45%             |
| Иноязычные издания    |                 |                 |                 |                 |
| Издание               | Оценка          | Оценка          | Оценка          | Оценка          |
| Издание               | Dreamcast       | N64             | PC              | PS              |
| CGW                   | N/A             | N/A             | [ 15 ]          | N/A             |
| EGM                   | 3/10            | 3/10            | N/A             | N/A             |
| GameFan               | N/A             | 48%             | N/A             | 40%             |
| Game Informer         | N/A             | 4,5/10          | N/A             | 4,5/10          |
| GameRevolution        | D               | N/A             | D+              | N/A             |
| GameSpot              | 2,5/10          | 2,6/10          | 3,3/10          | 3,9/10          |
| GameSpy               | 5/10            | N/A             | N/A             | N/A             |
| IGN                   | 4,2/10          | 5,7/10          | 4,9/10          | 3/10            |
| Next Generation       | [ 33 ]          | [ 34 ]          | N/A             | N/A             |
| Nintendo Power        | N/A             | 7,3/10          | N/A             | N/A             |
| OPM                   | N/A             | N/A             | N/A             | [ 36 ]          |
| PC Gamer (US)         | N/A             | N/A             | 20%             | N/A             |
| Русскоязычные издания |                 |                 |                 |                 |
| Издание               | Оценка          | Оценка          | Оценка          | Оценка          |
| Издание               | Dreamcast       | N64             | PC              | PS              |
| «Игромания»           | N/A             | N/A             | 4/10            | N/A             |

Согласно сайту-агрегатору GameRankings, версии South Park Rally для всех платформ получили отрицательные отзывы. «Кое-кто растрачивает лицензию на довольно заурядную гоночную игру. Можете взять её напрокат, если хотите, но если и покупать, то только ради того, чтобы г-да Паркер и Стоун смогли внести предоплату за дома из чистого золота», — написал Грег Орландо в обзоре версии для Nintendo 64 в мартовском выпуске журнала NextGen за 2000 год. Уже в июльском номере Джефф Ландриган отметил, что версия для Dreamcast «стоит того, чтобы взять её в прокат для вечеринки. В противном случае эту игру лучше пропустить».
Журналист N64 Magazine Марк Грин положительно оценил игру, заявив, что у неё «есть инновации, восторг и все любимые персонажи „Южного Парка“ — и всё это в одной игре». Кевин Джакобби из GameZone дал ПК-версии 8 баллов из 10 и написал: «Для фанатов „Южного Парка“ это отличное дополнение к игровой коллекции». «Как бы интересно ни звучала фраза „швыряться в кого-то солёными шоколадными яйцами Шефа“, на деле не очень-то интересно смотреть, как по пиксельному персонажу попадает коричневое нечто», — пишет Кэм Ши из Hyper в обзоре версии игры для PlayStation. Журналист GamePro Лу Губриус, обозревая версию для той же консоли, написал следующее: «Играя в South Park Rally, многие геймеры почувствуют боль. А настоящая боль придёт вместе с осознанием того, что из-за неоднозначной реализации игра лишается неплохой концепции». В другой рецензии от того же журнала отмечалось, что версия для Nintendo 64 «выглядит как наглая попытка ради продаж налепить ярлык „Южного Парка“ на плохую гоночную игру. На N64 есть игры и получше этой, у которой безвкусная графика, неоригинальные и постоянно повторяющиеся диалоги и сложное управление. Если вы не любитель всего, на чём написано „Южный Парк“, мы бы посоветовали вам не держать путь в этот городок».
Обозреватели AllGame оценили версии для Nintendo 64 и ПК на 3,5 звезды из 5 каждый. «Если вы фанат Mario Kart, то South Park Rally может предложить вам увлекательные гонки. Поклонники „Южного Парка“ также не уйдут обиженными, поскольку усиления и звуковые эффекты грамотно смеются над тем светлым и добрым, что есть в празднествах маленького городка», — написал Джо Оттерсон о первом издании. В свою очередь, Кэл Нгуен выразил своё мнение о последней версии так: «Пускай в South Park Rally и есть спорные моменты, большинство фанатов гоночных игр вряд ли будет относиться к ней серьёзно при условии, что эти люди смогут пройти хотя бы первый уровень! При этом поклонники „Южного Парка“, гонок и жанра комедии несомненно останутся довольны юмором и простым геймплеем». Стив Бауман из Computer Games Strategy Plus, напротив, оценил последнюю версию на две звезды из пяти, назвав её «безвкусной кашей, на первый взгляд забавной игрой со скучным геймплеем».
Спустя время сами Паркер и Стоун публично критиковали Acclaim и качество их игр.

## Продажи
Версия для Nintendo 64 разошлась тиражом более 1 млн копий.